# 信州百名山
信州百名山（しんしゅうひゃくめいざん）とは、清水栄一の随筆『わが遍歴の信州百名山』及びそれを改定した決定版『信州百名山』（いずれも桐原書店刊）で選定された長野県の名山100選。信州百名山とは別に、信濃毎日新聞社が発行した『信州百山』があり、60座が重複している。また長野県山岳協会より、『信州ふるさと120山』が選定されている。

## 概要
長野市の印刷会社社長で、深田久弥のファン組織「深田クラブ」の会員であった清水栄一が、長野県内の山々を歩き尽くした中から100の名峰を選りすぐった。
長野県は、全国の都道府県中第4位の面積を有する広い内陸県で、県境の大部分が山地となっている。その上、飛騨山脈（北アルプス）、木曽山脈（中央アルプス）、赤石山脈（南アルプス）といった高峰が連なる山脈を県域に含み、「日本の屋根」とも言われる山岳県であって、日本の著名な山の多くが集中している。そのため、信州百名山には日本三百名山が68座含まれ、その内30座が日本百名山である。

## 選定基準
清水栄一が、著書のまえがきに記した選定基準は、以下のとおり。
1. 1,000m以上の標高を持つこと
2. 山容が秀で、登高欲の対象となる山であること
3. 一つの山脈または山域の最高峰または代表的な山であること
4. その頂が厳密に長野県内、またはその県境にあること
5. 全部自分でその頂に立った山であること

## 信州百名山一覧
1990年に決定版『信州百名山』が再版されるにあたり、1979年発行の『わが遍歴の信州百名山』初版の100座から、3座が選定し直された。初版では、毛無山、奥三界岳、蛇峠山が掲載されていたが、決定版ではこれらが、大渚山、鋸岳、池口岳に差し替えとなっている。毛無山、蛇峠山は、山頂近くまで開発されたことで魅力を減じたため、大渚山、鋸岳に入れ替わった。奥三界岳は、山容がやや見劣りすることから、よりふさわしい池口岳と入れ替わり、小秀山の付属としての掲載となった。
| 番号 | 写真           | よみ山名                     | 山群           | 標高 〔m〕 | 地理院地図 Googleマップ | 百名山・他 | 備考                 |
| ---- | -------------- | ---------------------------- | -------------- | ---------- | ----------------------- | --- | -------------------- |
| 1    |                | とがくしやま戸隠山           | 頸城・戸隠山群 | 1904       | 地理院地図 Googleマップ | 日本二百名山花の百名山新・花の百名山信州百山                                                                       | 北信五岳             |
| 2    |                | たかつまやま高妻山           | 頸城・戸隠山群 | 2353.0     | 地理院地図 Googleマップ | 日本百名山越後百山信州百山                                                                                         | 戸隠富士             |
| 3    |                | にしだけ西岳                 | 頸城・戸隠山群 | 2053       | 地理院地図 Googleマップ | 信州百山 |                      |
| 4    |                | いいづなやま飯縄山           | 頸城・戸隠山群 | 1917.3     | 地理院地図 Googleマップ | 日本二百名山新・花の百名山信州百山                                                                                 | 北信五岳             |
| 5    |                | くろひめやま黒姫山           | 頸城・戸隠山群 | 2053.4     | 地理院地図 Googleマップ | 日本二百名山新・花の百名山信州百山                                                                                 | 信濃富士北信五岳     |
| 6    | 画 像 募 集 中 | あらくらやま荒倉山           | 頸城・戸隠山群 | 1431.6     | 地理院地図 Googleマップ | |                      |
| 7    | 画 像 募 集 中 | むしくらやま虫倉山           | 頸城・戸隠山群 | 1378       | 地理院地図 Googleマップ | 信州百山 |                      |
| 8    |                | あまかざりやま雨飾山         | 頸城・戸隠山群 | 1963.3     | 地理院地図 Googleマップ | 日本百名山新日本百名山越後百山信州百山                                                                             |                      |
| 9    |                | てんぐはらやま天狗原山       | 頸城・戸隠山群 | 2197.1     | 地理院地図 Googleマップ | |                      |
| 10   | 画 像 募 集 中 | おおなぎやま大渚山           | 頸城・戸隠山群 | 1566.4     | 地理院地図 Googleマップ | |                      |
| 11   | 画 像 募 集 中 | どうつだけ堂津岳             | 頸城・戸隠山群 | 1926.8     | 地理院地図 Googleマップ | |                      |
| 12   | 画 像 募 集 中 | ひがしやま東山               | 頸城・戸隠山群 | 1849.3     | 地理院地図 Googleマップ | |                      |
| 13   |                | ひじりやま聖山               | 八ヶ岳山群     | 1447.2     | 地理院地図 Googleマップ | 信州百山 | 筑北三山             |
| 14   |                | かむりきやま冠着山           | 八ヶ岳山群     | 1252.2     | 地理院地図 Googleマップ | 信州百山 | 姨捨山筑北三山       |
| 15   |                | こまゆみだけ子檀嶺岳         | 八ヶ岳山群     | 1223.2     | 地理院地図 Googleマップ | |                      |
| 16   |                | とっこさん独鈷山             | 八ヶ岳山群     | 1266.4     | 地理院地図 Googleマップ | 信州百山 |                      |
| 17   |                | うつくしがはら美ヶ原         | 八ヶ岳山群     | 2034.4     | 地理院地図 Googleマップ | 日本百名山信州百山                                                                                                 |                      |
| 18   |                | はちぶせやま鉢伏山           | 八ヶ岳山群     | 1928.8     | 地理院地図 Googleマップ | 日本三百名山新・花の百名山信州百山                                                                                 |                      |
| 19   |                | きりがみね霧ヶ峰             | 八ヶ岳山群     | 1924.7     | 地理院地図 Googleマップ | 日本百名山新日本百名山花の百名山信州百山                                                                           | 車山                 |
| 20   |                | やつがたけ八ヶ岳             | 八ヶ岳山群     | 2899.4     | 地理院地図 Googleマップ | 日本百名山新日本百名山（赤岳）一等三角点百名山山梨百名山 （赤岳・権現岳・編笠山）信州百山 （硫黄岳・赤岳・編笠山） |                      |
| 21   |                | たてしなやま蓼科山           | 八ヶ岳山群     | 2530.7     | 地理院地図 Googleマップ | 日本百名山新・花の百名山一等三角点百名山信州百山                                                                   | 諏訪富士             |
| 22   |                | てんぐだけ天狗岳             | 八ヶ岳山群     | 2646.0     | 地理院地図 Googleマップ | 日本二百名山 |                      |
| 23   |                | よこだけ横岳                 | 八ヶ岳山群     | 2480       | 地理院地図 Googleマップ | | 北横岳               |
| 24   |                | まだらおやま斑尾山           | 飯山山脈       | 1381.5     | 地理院地図 Googleマップ | 日本三百名山新・花の百名山越後百山信州百山                                                                         | 北信五岳             |
| 25   | 画 像 募 集 中 | なべくらやま鍋倉山           | 飯山山脈       | 1288.8     | 地理院地図 Googleマップ | 越後百山 |                      |
| 26   |                | こうしゃさん高社山           | 上信越高原     | 1351.4     | 地理院地図 Googleマップ | 信州百山 | 高井富士             |
| 27   |                | とりかぶとやま鳥甲山         | 上信越高原     | 2037.7     | 地理院地図 Googleマップ | 日本二百名山信州百山                                                                                               |                      |
| 28   |                | なえばさん苗場山             | 上信越高原     | 2145.2     | 地理院地図 Googleマップ | 日本百名山花の百名山一等三角点百名山越後百山信州百山                                                               |                      |
| 29   |                | さぶりゅうやま佐武流山       | 上信越高原     | 2191.6     | 地理院地図 Googleマップ | 日本二百名山越後百山                                                                                               |                      |
| 30   |                | しらすなやま白砂山           | 上信越高原     | 2139.8     | 地理院地図 Googleマップ | 日本二百名山越後百山ぐんま百名山                                                                                   |                      |
| 31   |                | いわすげやま岩菅山           | 上信越高原     | 2295.3     | 地理院地図 Googleマップ | 日本二百名山一等三角点百名山信州百山                                                                               |                      |
| 32   |                | しがやま志賀山               | 上信越高原     | 2037       | 地理院地図 Googleマップ | 新日本百名山信州百山                                                                                               |                      |
| 33   |                | かさがたけ笠ヶ岳             | 上信越高原     | 2075.9     | 地理院地図 Googleマップ | 日本三百名山信州百山                                                                                               |                      |
| 34   |                | よこてやま横手山             | 上信越高原     | 2307       | 地理院地図 Googleマップ | 日本三百名山ぐんま百名山信州百山                                                                                   |                      |
| 35   |                | おめしだけ御飯岳             | 上信越高原     | 2160.4     | 地理院地図 Googleマップ | ぐんま百名山 |                      |
| 36   |                | あずまやさん四阿山           | 上信越高原     | 2354       | 地理院地図 Googleマップ | 日本百名山新日本百名山ぐんま百名山信州百山                                                                         | 吾妻山               |
| 37   |                | えぼしだけ烏帽子岳           | 上信越高原     | 2065.9     | 地理院地図 Googleマップ | 信州百山 | 烏帽子山             |
| 38   |                | たろうやま太郎山             | 上信越高原     | 1164.5     | 地理院地図 Googleマップ | 信州百山 |                      |
| 39   |                | かごのとやま篭ノ登山         | 上信越高原     | 2227.9     | 地理院地図 Googleマップ | 一等三角点百名山ぐんま百名山                                                                                       |                      |
| 40   |                | あさまやま浅間山             | 上信越高原     | 2568       | 地理院地図 Googleマップ | 日本百名山花の百名山ぐんま百名山信州百山                                                                           |                      |
| 41   |                | はなまがりやま鼻曲山         | 上信越高原     | 1655       | 地理院地図 Googleマップ | ぐんま百名山 |                      |
| 42   |                | あらふねやま荒船山           | 上信越高原     | 1422.7     | 地理院地図 Googleマップ | 日本二百名山新日本百名山ぐんま百名山信州百山                                                                       |                      |
| 43   |                | もらいさん茂来山             | 上信越高原     | 1717.7     | 地理院地図 Googleマップ | |                      |
| 44   |                | おぐらさん御座山             | 奥秩父         | 2112.3     | 地理院地図 Googleマップ | 日本二百名山 |                      |
| 45   |                | てんぐやま天狗山             | 奥秩父         | 1882.0     | 地理院地図 Googleマップ | 新・花の百名山 |                      |
| 46   |                | こぶしがたけ甲武信ヶ岳       | 奥秩父         | 2475       | 地理院地図 Googleマップ | 日本百名山山梨百名山信州百山                                                                                       |                      |
| 47   |                | こくしだけ国師岳             | 奥秩父         | 2591.9     | 地理院地図 Googleマップ | 日本三百名山花の百名山一等三角点百名山山梨百名山                                                                   |                      |
| 48   |                | きんぷさん金峰山             | 奥秩父         | 2599       | 地理院地図 Googleマップ | 日本百名山新日本百名山花の百名山山梨百名山信州百山                                                                 |                      |
| 49   |                | おがわやま小川山             | 奥秩父         | 2418.4     | 地理院地図 Googleマップ | 山梨百名山 |                      |
| 50   |                | しろうまだけ白馬岳           | 北アルプス     | 2932.3     | 地理院地図 Googleマップ | 日本百名山新日本百名山花の百名山新・花の百名山一等三角点百名山越後百山信州百山                                     |                      |
| 51   |                | からまつだけ唐松岳           | 北アルプス     | 2695.9     | 地理院地図 Googleマップ | 日本三百名山新日本百名山信州百山                                                                                   |                      |
| 52   |                | ごりゅうだけ五竜岳           | 北アルプス     | 2814.3     | 地理院地図 Googleマップ | 日本百名山信州百山                                                                                                 |                      |
| 53   |                | かしまやりがたけ鹿島槍ヶ岳   | 北アルプス     | 2889.2     | 地理院地図 Googleマップ | 日本百名山花の百名山新・花の百名山信州百山                                                                         |                      |
| 54   |                | じいがたけ爺ヶ岳             | 北アルプス     | 2669.9     | 地理院地図 Googleマップ | 日本三百名山新日本百名山花の百名山信州百山                                                                         |                      |
| 55   |                | はりのきだけ針ノ木岳         | 北アルプス     | 2820.7     | 地理院地図 Googleマップ | 日本二百名山新・花の百名山信州百山                                                                                 |                      |
| 56   |                | れんげだけ蓮華岳             | 北アルプス     | 2798.7     | 地理院地図 Googleマップ | 日本三百名山新・花の百名山                                                                                         |                      |
| 57   |                | えぼしだけ烏帽子岳           | 北アルプス     | 2628       | 地理院地図 Googleマップ | 日本二百名山 |                      |
| 58   |                | のぐちごろうだけ野口五郎岳   | 北アルプス     | 2924.5     | 地理院地図 Googleマップ | 日本三百名山 |                      |
| 59   |                | わしばだけ鷲羽岳             | 北アルプス     | 2924.4     | 地理院地図 Googleマップ | 日本百名山 |                      |
| 60   |                | みつまたれんげだけ三俣蓮華岳 | 北アルプス     | 2841.4     | 地理院地図 Googleマップ | 日本三百名山ぎふ百山                                                                                               |                      |
| 61   |                | がきだけ餓鬼岳               | 北アルプス     | 2647.3     | 地理院地図 Googleマップ | 日本二百名山信州百山                                                                                               |                      |
| 62   |                | ありあけやま有明山           | 北アルプス     | 2268.4     | 地理院地図 Googleマップ | 日本二百名山信州百山                                                                                               | 有明富士（安曇富士） |
| 63   |                | つばくろだけ燕岳             | 北アルプス     | 2763.0     | 地理院地図 Googleマップ | 日本二百名山新日本百名山信州百山                                                                                   |                      |
| 64   |                | おてんしょうだけ大天井岳     | 北アルプス     | 2922.1     | 地理院地図 Googleマップ | 日本二百名山 |                      |
| 65   |                | じょうねんだけ常念岳         | 北アルプス     | 2857       | 地理院地図 Googleマップ | 日本百名山一等三角点百名山信州百山                                                                                 |                      |
| 66   |                | ちょうがたけ蝶ヶ岳           | 北アルプス     | 2677       | 地理院地図 Googleマップ | 信州百山 |                      |
| 67   |                | おおたきやま大滝山           | 北アルプス     | 2616       | 地理院地図 Googleマップ | |                      |
| 68   |                | やりがたけ槍ヶ岳             | 北アルプス     | 3179.7     | 地理院地図 Googleマップ | 日本百名山新日本百名山花の百名山ぎふ百山信州百山                                                                   |                      |
| 69   |                | ほたかだけ穂高岳             | 北アルプス     | 3190       | 地理院地図 Googleマップ | 日本百名山一等三角点百名山ぎふ百山信州百山                                                                         |                      |
| 70   |                | やけだけ焼岳                 | 北アルプス     | 2455.5     | 地理院地図 Googleマップ | 日本百名山ぎふ百山信州百山                                                                                         |                      |
| 71   |                | かすみざわだけ霞沢岳         | 北アルプス     | 2645.8     | 地理院地図 Googleマップ | 日本二百名山 |                      |
| 72   |                | のりくらだけ乗鞍岳           | 北アルプス     | 3025.7     | 地理院地図 Googleマップ | 日本百名山新日本百名山一等三角点百名山ぎふ百山信州百山                                                             |                      |
| 73   |                | おんたけさん御嶽山           | 木曽山群       | 3067       | 地理院地図 Googleマップ | 日本百名山新日本百名山花の百名山一等三角点百名山ぎふ百山信州百山                                                   | 木曽の三岳           |
| 74   |                | はちもりやま鉢盛山           | 木曽山群       | 2446.6     | 地理院地図 Googleマップ | 日本三百名山一等三角点百名山信州百山                                                                               |                      |
| 75   |                | こひでやま小秀山             | 木曽山群       | 1981.9     | 地理院地図 Googleマップ | 日本二百名山ぎふ百山                                                                                               |                      |
| 76   |                | きょうがたけ経ヶ岳           | 中央アルプス   | 2296.4     | 地理院地図 Googleマップ | 日本二百名山信州百山                                                                                               |                      |
| 77   |                | きそこまがたけ木曽駒ヶ岳     | 中央アルプス   | 2956.1     | 地理院地図 Googleマップ | 日本百名山新日本百名山花の百名山一等三角点百名山信州百山                                                           | 木曽の三岳           |
| 78   |                | うつぎだけ空木岳             | 中央アルプス   | 2864.0     | 地理院地図 Googleマップ | 日本百名山信州百山                                                                                                 |                      |
| 79   |                | みなみこまがたけ南駒ヶ岳     | 中央アルプス   | 2841       | 地理院地図 Googleマップ | 日本二百名山 |                      |
| 80   |                | あんぺいじやま安平路山       | 中央アルプス   | 2363.5     | 地理院地図 Googleマップ | 日本二百名山 |                      |
| 81   |                | かざこしやま風越山           | 中央アルプス   | 1535.5     | 地理院地図 Googleマップ | 新・花の百名山信州百山                                                                                             | 権現山               |
| 82   |                | なぎそだけ南木曽岳           | 中央アルプス   | 1679       | 地理院地図 Googleマップ | 日本三百名山信州百山                                                                                               | 木曽の三岳木曽三山   |
| 83   |                | ふじみだい富士見台           | 中央アルプス   | 1739       | 地理院地図 Googleマップ | ぎふ百山 | 富士見台高原         |
| 84   |                | えなさん恵那山               | 中央アルプス   | 2191       | 地理院地図 Googleマップ | 日本百名山新・花の百名山一等三角点百名山ぎふ百山信州百山                                                           |                      |
| 85   |                | おおかわいりやま大川入山     | 中央アルプス   | 1908.3     | 地理院地図 Googleマップ | |                      |
| 86   |                | ちゃうすやま茶臼山           | 中央アルプス   | 1415.8     | 地理院地図 Googleマップ | 信州百山 |                      |
| 87   |                | もりやさん守屋山             | 伊那山脈       | 1650.6     | 地理院地図 Googleマップ | 花の百名山信州百山                                                                                                 |                      |
| 88   |                | とぐらさん戸倉山             | 伊那山脈       | 1681.0     | 地理院地図 Googleマップ | | 伊那富士             |
| 89   |                | きめんざん鬼面山             | 伊那山脈       | 1889.8     | 地理院地図 Googleマップ | |                      |
| 90   |                | にゅうかさやま入笠山         | 南アルプス     | 1955.4     | 地理院地図 Googleマップ | 日本三百名山信州百山                                                                                               |                      |
| 91   |                | のこぎりだけ鋸岳             | 南アルプス     | 2685       | 地理院地図 Googleマップ | 日本二百名山山梨百名山                                                                                             |                      |
| 92   |                | かいこまがたけ甲斐駒ヶ岳     | 南アルプス     | 2967       | 地理院地図 Googleマップ | 日本百名山新日本百名山一等三角点百名山山梨百名山信州百山                                                           |                      |
| 93   |                | せんじょうがたけ仙丈ヶ岳     | 南アルプス     | 3032.9     | 地理院地図 Googleマップ | 日本百名山新日本百名山花の百名山新・花の百名山山梨百名山信州百山                                                   |                      |
| 94   |                | しおみだけ塩見岳             | 南アルプス     | 3047.3     | 地理院地図 Googleマップ | 日本百名山新日本百名山                                                                                             |                      |
| 95   |                | あかいしだけ赤石岳           | 南アルプス     | 3120.5     | 地理院地図 Googleマップ | 日本百名山新日本百名山一等三角点百名山信州百山                                                                     |                      |
| 96   |                | ひじりだけ聖岳               | 南アルプス     | 3013       | 地理院地図 Googleマップ | 日本百名山信州百山                                                                                                 |                      |
| 97   |                | ちゃうすだけ茶臼岳           | 南アルプス     | 2604       | 地理院地図 Googleマップ | 日本三百名山 |                      |
| 98   |                | てかりだけ光岳               | 南アルプス     | 2591.5     | 地理院地図 Googleマップ | 日本百名山 |                      |
| 99   |                | いけぐちだけ池口岳           | 南アルプス     | 2392       | 地理院地図 Googleマップ | 日本二百名山 |                      |
| 100  |                | くまぶしやま熊伏山           | 南アルプス     | 1653.7     | 地理院地図 Googleマップ | 日本三百名山 |                      |

### 付属12座
- 裏岩菅山（うらいわすげやま） 2,341m - 岩菅山
- 破風岳（はふうだけ） 1,999m - 御飯岳
- 根子岳（ねこだけ） 2,207m - 四阿山
- 湯ノ丸山（ゆのまるやま） 2,101m - 烏帽子岳
- 虚空蔵山（こくぞうさん） 1,077.0m - 太郎山
- 男山（おとこやま） 1,851.4m - 天狗山
- 五郎山（ごろうやま） 2,131.9m - 国師岳
- 唐沢岳（からさわだけ） 2,632.5m - 餓鬼岳
- 奥三界岳（おくさんがいだけ） 1,810.7m - 小秀山
- 越百山（こすもやま） 2,613.6m - 南駒ヶ岳
- 摺古木山（すりこぎやま） 2,168.9m - 安平路山
- 釜無山（かまなしやま） 2,116.7m - 入笠山

## 信州百山
『信州百山』は、信濃毎日新聞が「変わりゆく山」と題して毎週掲載していた特集記事100本をまとめたもの。
山々の開発が進む中で、山と人の関係が変化していることを受け、山と人を取り巻く問題を見つめ、山の意義を改めて考えることを趣旨としている。地域の生活に根付き、人々に親しまれてきたことに重きを置いているため、有名な山だけでなく、里の山々が多く選定されている。
地域の人々のとらえ方を優先しているので、地形図に名称の記載がない山、明確な山頂が示されない山も含まれている。

### 信州百山のうち信州百名山に選定されなかった38座
| - 北アルプス - 安房山（あぼうやま） 2,219.6m - 木曾の山々 - 楡沢山（にれさわやま） 1,754m - 峠山（とうげやま） 1,415.8m - 真巣山（ますやま） 1,478.5m - 飯盛山（いいもりやま） 1,074.3m - 風越山（かざこしやま） 1,698.8m - 中信高原の山 - 戸谷峰（とやみね） 1,629.3m - 鷲ヶ峰（わしがみね） 1,798.3m - 塩嶺（えんれい） 1,061.0m - 上信越高原の山 - 坊寺山（ぼうでらやま） 1,839.6m - 白根山（しらねさん） 2,160m - 高峯山（たかみねやま） 2,106m - 頸城と戸隠など - 妙高山（みょうこうさん） 2,454m - 乙見山（おとみやま） 1,654m - 中西山（なかにしやま） 1,741.1m - 里の山々 - 北信 - 黒岩山（くろいわやま） 938.4m - 毛無山（けなしやま） 1,649.6m - 雁田山（かりだやま）759.3m - 妙徳山（みょうとくさん） 1,293.7m - 奇妙山（きみょうざん） 1,629.1m - 旭山（あさひやま） 785m - 茶臼山（ちゃうすやま） 729.9m - 妻女山（さいじょさん） 513m - 皆神山（みなかみやま） 659m | - 東信 - 離山（はなれやま） 1,256.0m - 平尾山（ひらおやま） 1,155.8m - 森泉山（もりずみやま） 1,136.7 - 夫神岳（おがみだけ） 1,250.3m - 中信 - 虚空蔵山（こくぞうさん） 1,139m - 長峰山（ながみねやま） 933.4m - 南信 - 永明寺山（えいめいじやま） 1,119.6m - 大見山（おおみやま） 1,355m - 高尾山（たかおさん） 1,016m - 五郎山（ごろうざん） 961m - 高鳥谷山（たかずやさん） 1,331.3m - 陣馬形山（じんばがたやま） 1,445.4m - 神ノ峯（かんのみね） 772.0m - 野底山（のそこやま） 1664m |

## 信州ふるさと120山

長野県の市町村の境界線図

長野県山岳協会により、平成の大合併前にあった120の市町村のそれぞれを代表する1座が選定され、『信州ふるさと120山』と命名された。北信、東信、中信、南信の地域ごとに、各120山を以下に示す。
北信の山
鳥甲山（栄村）、毛無山（野沢温泉村）、鍋倉山（飯山市）、高標山（木島平村）、岩菅山（山ノ内町）、高社山（中野市）、笠ヶ岳（高山村）、斑尾山（旧豊田村）、雁田山（小布施町）、破風岳（須坂市）、黒姫山（信濃町）、戸隠連峰（旧戸隠村）、一夜山（旧鬼無里村）、鼻見城山（三水村）、霊仙寺山（旧牟礼村）、髻山の眺望（旧豊野町）、飯縄山（長野市）、虫倉山（旧中条村）、虫倉山（飯縄山）（小川村）、長者山（旧信州新町）、鏡台山（更埴市）、聖山（旧大岡村）、大林山（旧上山田町）、冠着山（旧戸倉町）、大峰山（坂城町）
東信の山
根子岳（四阿山）（旧真田町）、太郎山（上田市）、子檀嶺岳（青木村）、独鈷山（旧丸子町）、王ヶ頭（美ヶ原）（旧武石村）、大笹峰（旧長門町）、大出山（旧和田村）、三方ヶ峰（旧東部町）、高峰山（小諸市）、前掛山（浅間山）（御代田町）、石尊山（軽井沢町）、蓼科山（立科町）、烏帽子岳の眺望（旧北御牧村）、黒斑山の眺望（旧浅科村）、大河原峠（双子山）（旧望月町）、荒船山（佐久市）、榊山（旧臼田町）、茂来山（旧佐久町）、八柱山（旧八千穂村）、天狗岳（小海町）、四方原山（北相木村）、御座山（南相木村）、飯盛山（南牧村）、金峰山（川上村）
中信の山
雨飾山（小谷村）、白馬三山（白馬村）、蓮華岳・針ノ木岳（大町市）、鹿島槍ヶ岳の眺望（旧美麻村）、大姥山（旧八坂村）、有明山（松川村）、高照山（池田町）、燕岳（旧穂高町）、常念岳（旧堀金村）、鍋冠山（旧三郷村）、天狗岩（金松寺山）（旧梓川村）、乗鞍岳（旧安曇村）、鎌ヶ峰（旧奈川村）、王ヶ鼻（美ヶ原）（松本市）、光城山（旧豊科町）、長峰山（旧明科町）、聖山（麻績村）、四阿屋山（旧坂井村）、岩殿山（旧坂北村）、四阿屋山（旧本城村）、京ヶ倉（生坂村）、空蔵山（旧四賀村）、鉢盛山（旧波田町）、ハト峰（山形村）、鉢盛山（朝日村）、霧訪山（塩尻市）、坊主岳（旧楢川村）、鳥居峠・峠山（木祖村)、御嶽山（飛騨頂上）（旧開田村）、御嶽山（剣ヶ峰）（旧三岳村）、城山（児野山）（旧木曽福島町）、茶臼山（旧日義村）、小秀山（王滝村）、風越山（上松町）、糸瀬山（大桑村）、南木曽岳（南木曽町）、高士幾山（旧山口村）
南信の山
高ボッチ山（鉢伏山）（岡谷市）、鷲ヶ峰（下諏訪町）、車山（霧ヶ峰）（諏訪市）、赤岳（茅野市）、阿弥陀岳（原村）、入笠山（富士見町）、楡沢山（辰野町）、桑沢山（箕輪町）、経ヶ岳（南箕輪村）、将棊頭山（伊那市）、守屋山（旧高遠町）、宝剣岳（宮田村）、仙丈ヶ岳（旧長谷村）、戸倉山（駒ヶ根市）、越百山の眺望（飯島町）、陣馬形山（中川村）、小八郎岳（烏帽子岳）（松川町）、本高森山（高森町）、鬼面山（豊丘村）、二児山（大鹿村）、鬼ヶ城山（喬木村）、風越山（飯田市）、御池山（旧上村）、池口岳（旧南信濃村）、南沢山（旧清内路村）、恵那山（阿智村）、大川入山（旧浪合村）、前亀沢山（下條村）、子城頭（泰阜村）、弁当山（阿南町）、高嶺山（平谷村）、昔高森（売木村）、熊伏山（天龍村）、茶臼山（根羽村）